# (74391) 1998 XC41
(74391) 1998 XC41 – planetoida z pasa głównego asteroid okrążająca Słońce w ciągu 4,58 lat w średniej odległości 2,76 j.a. Odkryta 14 grudnia 1998 roku.